# اوگی و سوسک‌ها

شخصیت‌ها از سمت راست: اوگی، دی دی، جویی، مارکی

اوگی و سوسک‌ها (به فرانسوی: Oggy et les Cafards) (به انگلیسی: Oggy and the Cockroaches) یک سریال انیمیشن فرانسوی است که توسط شرکت گومون (فصل ۱ و ۲) و شرکت انیمیشنی شیلام (فصل ۳) ساخته شده است.
این انیمیشن در سال ۱۳۹۱ شمسی از شبکه کودک و نوجوان سیما پخش شد.

## ویژگی‌ها
اوگی و سوسک‌ها یک انیمیشن بسیار خنده‌دار شبیه به جد خود تام و جری است با این تفاوت که بسیار امروزی‌تر شده و شخصیت‌های آن تغییر پیدا کرده است اما کماکان سقوط اشیایی شبیه میز آهنگری، پیانو و … در آن مرسوم است که گاهی پا را از آن هم فراتر گذاشته و از اتوبوس، زیر دریایی و سفینهٔ فضایی هم بهره می‌برد تا صدای قهقهٔ کودکان را بلندتر کند.
با اینکه این انیمیشن برای کودکان تهیه شده است اما افراد بزرگسال زیادی را نیز مجذوب خود کرده است. شیطنت‌ها، خِنگی و لودگی شخصیت‌های انیمیشن همراه با صداگذاری بسیار عالی و فضای ساده‌ای که به همراه دارد خنده را بر لبان کوچک و بزرگ می‌نشاند و در لابه‌لای این خنده بازار نکات آموزشی و مفیدی را نیز به مخاطبان خردسال خود منتقل می‌نماید.
اوگی با مگس‌کش به دنبال سوسک‌ها می‌افتد و آشوب‌هایی راه می‌اندازد.
در این کارتون دیالوگی وجود ندارد.

## خلاصه داستان
داستان دربارهٔ یک گربهٔ آبی رنگ شنگول و تنبل به نام اوگی است که بیشتر وقتش را به تماشای تلویزیون و آشپزی می‌گذراند و تلاش می‌کند زندگی آرامی داشته باشد اما سه سوسک مزاحمی که در خانهٔ او زندگی می‌کنند تا آنجا که می‌توانند او را آزار می‌دهند، این سوسک‌ها که جویی، دی‌دی و مارکی نام دارند (نام آن‌ها از نام اعضای یک گروه معروف پانک راک به اسم رامونز گرفته شده است) بیشتر اوقات به غارت غذاهای موجود در یخچال مشغولند و همیشه از ویران کردن زندگی اوگی لذت می‌برند. سوءاستفاده از سوسک سوپراس‌ها از غارت یخچال اوگی برای ربودن قطار که فقط سوار شده است. دو شخصیت اصلی دیگر وجود دارد: پسر عموی اوگی، جک، که خشونت آمیزتر و خشنتر از اوستکه این ویژگی او برای سوسک‌ها بسیار آزاردهنده است. و باب، یک سگ بولداگ کوتاه، که همسایه اوگی است.

## قسمت‌ها
| فصل           | Segments      | قسمت‌ها        | قسمت‌ها        | تاریخ اصلی روی آنتن رفتن | تاریخ اصلی روی آنتن رفتن | تاریخ اصلی روی آنتن رفتن |
| فصل           | Segments      | قسمت‌ها        | قسمت‌ها        | اولین بار                | آخرین بار                | شبکه                     |
| ------------- | ------------- | ------------- | ------------- | ------------------------ | ------------------------ | ------------------------ |
| ۱             | ۷۸            | ۲۶            | ۲۶            | ۶ سپتامبر ۱۹۹۸           | ۱۱ فوریه ۱۹۹۹            | فرانسه ۳                 |
| ۲             | ۷۸            | ۲۶            | ۲۶            | ۴ سپتامبر ۲۰۰۰           | ۵ آوریل ۲۰۰۳             | فرانسه ۳                 |
| ۳             | ۳۹            | ۱۳            | ۱۳            | ۱۸ اکتبر ۲۰۰۸            | ۲۶ دسامبر ۲۰۰۸           | کانال پلاس خانواده       |
| ۴             | ۷۸            | ۲۶            | ۲۶            | ۲ ژانویه ۲۰۱۲            | ۱۲ دسامبر ۲۰۱۳           | کانال پلاس خانواده       |
| اوگی و سوسک‌ها | اوگی و سوسک‌ها | اوگی و سوسک‌ها | اوگی و سوسک‌ها | ۷ اوت ۲۰۱۳               | ۷ اوت ۲۰۱۳               | کارتون نت‌ورک             |
| ۵             | ۷۸            | ۲۶            | ۲۶            | ۳۰ ژوئن ۲۰۱۷             | ۳۰ ژوئیه ۲۰۱۸            | گولی                     |
| ۶             | ۷۸            | ۲۶            | ۲۶            | ۱۶ مه ۲۰۱۷               | ۳ اوت ۲۰۱۸               | گولی                     |
| ۷             | ۷۸            | ۲۶            | ۲۶            | ۱۹ مارس ۲۰۱۸             | ۳۰ ژانویه ۲۰۱۹           | گولی                     |

## شخصیت‌ها

### اوگی
شخصیت اصلی انیمیشن که رفتاری غیرعادی شبیه به شخصیت گارفیلد دارد. اوگی معمولاً مشغول تماشای تلویزیون است یا به کارهای خانه می‌پردازد، البته اگر سوسک‌ها راحتش بگذارند! اوگی هنر دوست است و از باغبانی و گوش کردن به موسیقی لذت می‌برد. او دارای خانواده‌ای نیز هست که هر از چند گاه یکبار به داستان وارد می‌شوند. از جمله خواهری که همواره سوار بر یک اسکیت است و مادربزرگی که با وجود پیری درگرفتن سوسک‌ها استاد است!

### جویی
سر دستهٔ سوسک‌هاست و با وجود اینکه کوچک‌ترین عضو گروه است اما بیشتر مواقع همهٔ آتش‌ها از زیر سر آن بلند می‌شود و حتی اگر لازم ببیند به تنهایی هم وارد عمل می‌شود. جویی با هوش‌ترین عضو گروه سه نفرهٔ سوسک‌ها است و همچنین بسیار بلند پرواز.

### دی‌دی
سوسک چاق و قد کوتاه داستان که همیشه گرسنه است و همه چیز را با دهان گشاد نارنجی رنگش درسته می‌بلعد کمی هم عقلش سر جایش نیست. خوراک او مشخص نیست و از مواد درون یخچال تا جانداران از جمله انبوهی از ماهیان و حشره‌های زنده تشکیل می‌شود.

### مارکی
این یکی خونسرد و کمی فهمیده‌تر است ولی سر و گوشش بیش از حد می‌جنبد و عاشق هر چیزی است! برایش فرقی نمی‌کند که طرف یک انسان باشد یا یک عروسک. در یکی از داستان‌ها که او رقیب عشقی اوگی می‌شود آشکار می‌شود که وی در جایی از خانه انبوهی از عکس‌های مربوط به زنان مشهور و بازیگر را نگاه می‌دارد.

### جک
گربه سبز رنگ داستان، شخصیتی عصبانی و مغرور که به عنوان نقش مکمل اوگی قرار می‌گیرد و همیشه سوسک‌ها برایش سنگ تمام می‌گذارند و حسابی از خجالتش در می‌آیند.
جک برای از میان بردن سوسک‌ها دست به هر گونه اختراع و اکتشافی می‌زند، از ربات گرفته تا معجون‌های سحرآمیز. جک پسر عموی اوگی می‌باشد و بیشتر وقتش را در خانهٔ او می‌گذارند و به اوگی کمک می‌کند تا نقشه‌های شیطانی سوسک‌ها را برهم بزنند اما هیچ وقت این دو با هم سر سازگاری ندارند و دوست یا دشمن بودن آن‌ها به هیچ وجه قابل تشخیص نیست.

### باب
یک سگ قوی است که در همسایگی اوگی زندگی می‌کند، یک شخصیت کاملاً تکراری همانند سگ خاکستری کارتون تام و جری می‌باشد. باب می‌خواهد یک زندگی آرام و بدون سر و صدا داشته باشد اما به شرطی که شخصیت‌های دیگر داستان بگذارند؛ چون معمولاً یا موشک خانه‌اش را خراب می‌کند یا مورد اصابت چیزی قرار می‌گیرد، در این صورت تنها کاری که می‌کند این است که گربه‌ها را با دیوار یکی کند. او دارای باغچه‌ای زیبا است که همیشه به آن می‌رسد و تلاش می‌کند آن را به بهترین وضع در بیاورد ولی بیشتر اوقات این باغچه به دست اوگی و سوسک‌ها نابود می‌شود.
باب یک سگ قلدر است در فصل‌های ۴ به بعد داستان که اولیویا حضور دارد، گاهی کنار جک قرار می‌گیرد و سر به سر اوگی می‌گذارند. همچنین گاهی در نقش کارفرما یا همکار اوگی قرار می‌گیرد که توطئه سوسک‌ها معمولاً باعث له شدن یا خاکستر شدن او می‌شود و اینقدر ناامید می‌شود که حتی رمق کتک زدن اوگی را نیز ندارد.

### اولیویا
گربه ایی سفید رنگ که مدتی هست در همسایگی اوگی زندگی می‌کند. اوگی عاشق این گربه است و در فصل ۴ به بعد که این شخصیت به مجموعه اضافی شد، داستان‌هایی در مورد این شخصیت ساخته شد. اگر اولیویا به اوگی بوسه بزند، اوگی ابتدا از خود بیخود شده و سپس کارهای محیرکننده انجام می‌دهد.
اولیویا دوستدار حیوانات است و هرموقع اوگی قصد دارد با مگس کش سوسک‌ها را تنبیه کند مانع می‌شود. همچنین اوگی تلاش می‌کند همیشه او را خوشحال کند و ابراز احساسات یا درخواست ازدواج نماید. در یکی از قسمت‌ها اوگی تمام پس‌انداز خود را صرف خرید خاویار برای اولیویا می‌کند، یا در قسمتی دیگر تلاش می‌کند با شکار کردن سوسک‌ها و ریختن آن‌ها در مخلوط کن برای اولیویا ماسک ضد آکنه تهیه کند که اولیوا مانع می‌شود.

### خانم کی (به انگلیسی:Lady K)
یک سوسک که در خانه اولیویا زندگی می‌کند و معشوقه سوسک‌ها (به خصوص جویی) می‌باشد. خانم کی، حریص خبیث و خلافکار است، در یکی از قسمت‌های مجموعه سوسک‌ها را وادار می‌کنند تا به جای خوردن ته‌مانده غذای اوگی در یخچال، به یک فروشگاه دستبرد بزنند. و البته خودش همه چیز را برمی‌دارد. نگاه کردن او باعث می‌شود سه سوسک داستان دست و پایشان را گم کنند.

## تولید
پس از شکاف تولیدی چهار ساله، فصل ۵ در اواخر سال ۲۰۱۷ با دو فصل دیگر در آینده منتشر خواهد شد. فصل ۶ قسمت شروع به پخش در کی ۲ و فصل ۵ در Gulli پیش نمایش می‌شود.

## پخش
اوگی و سوسک‌ها از فرانسه، جایی که آن را در شبکه‌های France 3، Canal +, Gulli و Canal J. پخش می‌شود.
در ایالات متحده، اوگی و سوسک‌ها ابتدا در سال ۱۹۹۸ در کانال خانواده فاکس پخش شدند. این برنامه تا ماه فوریه ۲۰۱۵ به تلویزیون در ایالات متحده بازمی‌گردد، در حالی که برای نخستین بار در ۱۶ سال گذشته در نیکلودئون راه اندازی شده است. نمایش با استفاده از قسمت‌های خاص فصل ۴ تا آخرین قسمت (کابوس بالا بردن) در ۲۰ مارس ۲۰۱۵ پخش شد. پخش از نمایش در نیک تونز پخش شد تا زمانی که نمایش در ماه مه ۲۰۱۵ از هوا خارج شد و از آن زمان پخش نشده است. تا ۱۸ ژوئن ۲۰۱۸، هنگامی که «بچه‌ها روی قله کلیک کنید» را به نمایش گذاشت برای بلوک صبح روز هفته خود را کلیک کنید. این مجموعه در نتفلیکس موجود است برای جریان در ایالات متحده. نمایش همچنین در شبکه کارتون در ژاپن در سال ۱۹۹۹ پخش شده است.
این نمایش همچنین در سال ۱۹۹۹ در شبکه کارتون ژاپن پخش شد.
اوگی و سوسک‌ها نیز در ابتدا در آی تی وی بر روی بلوک کودکان سی آی تی وی و فاکس کودکان در انگلیس پخش شدند، قبل از رفتن به پاپ و در نهایت کیکس! در حال حاضر، نمایش در نیک تونز در کشور، عمدتاً در اواخر شب است.
در ایرلند، نمایش در آر تی ای ۲ در ایرلند به عنوان بخشی از The Den است.
این در استرالیا در فاکس کودکان و بعداً در شبکه ای بی سی ۱، ای بی سی ۲، ای بی سی ۳، ای بی سی من و ای بی سی اچ دی و در کانادا در وای تی وی و وراک تی وی (در حال حاضر وراک) پخش می‌شود. شبکه کارتون آسیا و کانال دیزنی آسیا نیز این سری را در هنگ کنگ، سنگاپور، مالزی، اندونزی، فیلیپین، تایلند و کره جنوبی انجام دادند.
اوگی و سوسک‌ها در نیوزیلند در تلویزیون ۳ پخش شد.
همچنین در سال ۲۰۰۹ تا ۲۰۱۲، در زمانی که به شبکه کارتون منتقل شد، در هند در نیکلودئون پخش شد. با این حال، شبکه حذف تمام پخش
از قسمت‌های قدیمی تر از سری، فقط تمرکز بر روی نخستین بار، در حالی که نیکلودئون شروع به پخش این نمایش در قسمت‌های قدیمی تر خود
را. بعدها، این سری نیز توسط سونیک نیکلودئون برداشت شد، و همزمان سه کانال را برای پخش اوگی و سوسک‌ها گذاشتند. در اوایل سال ۲۰۱۷،
نیکلودئون حق پخش هوا را بر عهده گرفت و شبکه کارتون به‌طور موقت پخش را متوقف کرد. فصل ۵ هواپیما در شبکه کارتون از ۱۴ اوت ۲۰۱۷
شروع شد. نسخه هند از نمایش منحصر به فرد است که در آن گفتگو هندی با (تقلید از بازیگران مشهور بالیوود) اضافه شده است، در حالی که
نسخه اصلی نمایش، هیچ گفتگو گفتاری را نشان نمی‌دهد.
در اسرائیل، اوگی و سوسک‌ها در Arutz HaYeladim پخش شده است.
این در مالزی در کانال‌های متعدد، از جمله تی وی ۳ و قبلاً ان تی وی ۷، پخش شده است، به رغم پخش در آن کشور در شبکه کارتون و کانال دیزنی.
سوپر آر تی ال اوگی و سوسک‌ها را برای منطقه آلمان فرستاده است. کانال آلتر همچنین این سری را در یونان پخش کرد، که در زیر آمده است:
جتیکس در حال دنبال کردن لباس. با این حال، از سال ۲۰۰۹، جتیکس عملیات را متوقف کرده است، و از دسامبر ۲۰۱۱، کانال آلتر همچنین عملیات را متوقف کرده است. به همین ترتیب، اوگی و سوسک‌ها در حال حاضر دیگر در یونان نیستند.
اوگی و سوسک‌ها از طریق سرویس راویو در دسامبر ۲۰۱۳ شروع به پخش نمودند و تا ماه نوامبر ۲۰۱۵ در جریان سرویس قرار گرفتند که همزمان با سایر نمایش‌های Xilam مانند هابرت و تاکاکو، زیگ و شارکو حذف شد.

## رسانه

### آلبوم
یک آلبوم، اوگی و سوسک هو، در فرانسه منتشر شد در سی دی و برای دانلود دیجیتال در ۶ سپتامبر ۲۰۱۰
| 2010: Oggy et les Cafards: Le Show du Chat (Sony Music Entertainment) | 2010: Oggy et les Cafards: Le Show du Chat (Sony Music Entertainment) | 2010: Oggy et les Cafards: Le Show du Chat (Sony Music Entertainment) |
| شماره                                                                 | نام                                                                   | مدت                                                                   |
| --------------------------------------------------------------------- | --------------------------------------------------------------------- | --------------------------------------------------------------------- |
| ۱.                                                                    | «Générique Oggy et les Cafards»                                       | ۰:۳۹                                                                  |
| ۲.                                                                    | «Gaga des Gags d'Oggy»                                                | ۲:۴۸                                                                  |
| ۳.                                                                    | «Interlude " Le Réveil d'Oggy»»                                       | ۰:۱۹                                                                  |
| ۴.                                                                    | «Matez le Matou»                                                      | ۲:۱۹                                                                  |
| ۵.                                                                    | «Interlude " Un Chat Bien Botté»»                                     | ۰:۲۱                                                                  |
| ۶.                                                                    | «The Love Cats (song)»                                                | ۳:۲۰                                                                  |
| ۷.                                                                    | «Interlude " Jack, un Ami qui vous Veut du Bien»»                     | ۰:۲۲                                                                  |
| ۸.                                                                    | «Jack le Pote»                                                        | ۲:۱۱                                                                  |
| ۹.                                                                    | «Interlude " Cafard-naüm»»                                            | ۰:۱۹                                                                  |
| ۱۰.                                                                   | «Oggy Rossini»                                                        | ۳:۴۵                                                                  |
| ۱۱.                                                                   | «Interlude " Le Chat Volant»»                                         | ۰:۲۰                                                                  |
| ۱۲.                                                                   | «Dans l'Œil du Chat»                                                  | ۴:۵۸                                                                  |
| ۱۳.                                                                   | «Interlude " Cat's Woman»»                                            | ۰:۲۰                                                                  |
| ۱۴.                                                                   | «Pussycat»                                                            | ۳:۳۱                                                                  |
| ۱۵.                                                                   | «Interlude " Blues Cat»»                                              | ۰:۲۴                                                                  |
| ۱۶.                                                                   | «Oggy le Chat Chou»                                                   | ۱:۵۳                                                                  |
| ۱۷.                                                                   | «Interlude " Cafards à la Playa»»                                     | ۰:۵۲                                                                  |
| ۱۸.                                                                   | «Le Ragga d'Oggy»                                                     | ۲:۵۴                                                                  |
| ۱۹.                                                                   | «Générique Oggy et les Cafards»                                       | ۰:۴۲                                                                  |
| ۲۰.                                                                   | «Oggy Never Falls in Love (Bonus in dematerialised version)»          | ۳:۳۶                                                                  |

### درام سی دی
نمایشنامه سی دی، اوگی و سوسک‌ها قسمت ۱، در فرانسه در سی دی و برای دانلود دیجیتال در ماه اکتبر ۲۰۱۲ منتشر شد. این شامل روایت‌های پنج قسمت از آنتونی کوانگ می‌باشد.
| 2012: Oggy et les Cafards Volume 1 (Sony Music Entertainment) | 2012: Oggy et les Cafards Volume 1 (Sony Music Entertainment) | 2012: Oggy et les Cafards Volume 1 (Sony Music Entertainment) |
| شماره                                                         | نام                                                           | مدت                                                           |
| ------------------------------------------------------------- | ------------------------------------------------------------- | ------------------------------------------------------------- |
| ۱.                                                            | «Oggywood»                                                    | ۵:۱۵                                                          |
| ۲.                                                            | «Tribulations en Chine»                                       | ۱۰:۲۶                                                         |
| ۳.                                                            | «Le Train Complètement Fou»                                   | ۷:۵۱                                                          |
| ۴.                                                            | «Papa Poule»                                                  | ۸:۴۱                                                          |
| ۵.                                                            | «37°2 Toute la Journée»                                       | ۵:۴۵                                                          |

### کمیک‌ها
مجموعه ای از کمیک فرانسوی از کارتون اقتباس شده است که برای اولین بار از سال ۲۰۱۰ آغاز شده است. توسط دارگارد نوشته شده است، توسط دیگو آرانجا نوشته شده است، رنگارنگ شده توسط فراون، همچنین به نام Sylvain Frécon است.
▪۱۶ آوریل ۲۰۱۰: !Plouf, prouf, vrooo
▪۵ نوامبر ۲۰۱۰: Crac, boum, miaouuuuu!
▪۲۳ سپتامبر ۲۰۱۱: Bip … bip … bip ...

### اطلاعات رسانه
پنج دی وی دی در سال ۲۰۰۳ در ایالات متحده منتشر شد و هر ۱۲ قسمت آن. در سال ۲۰۰۵ چند وی اچ اس در نیویورک منتشر شد.
در ۸ اکتبر ۲۰۰۸ یک جعبه دی وی دی فرانسوی سری اول کامل به همراه خلبان و قسمت کار گربه موجود است. در ۶ سپتامبر ۲۰۱۰، سه جعبه دی وی دی فرانسوی سری اول کامل، سری دوم کامل و مجموعه سوم کامل در دسترس هستند. در ژوئیه ۲۰۱۱ یک جعبه دی وی دی فرانسوی حاوی تمام قسمت‌های فصل ۱، ۲ و ۳ در دسترس قرار گرفت و بعداً چند روز بیشتر برنامه‌های کانال و فیلم‌های بازدید شده از مرکز هند مرکز حیدرآباد این برنامه تبدیل به تمرکز و کانال خسته شد.

### مجله
نسخه مجله، اوگی و سوسک‌ها، در سال ۲۰۰۹ در فرانسه (۲ شماره)، و سپس در سال ۲۰۱۱ دوباره منتشر شد.
۱–۱۱ ژوئیه ۲۰۰۹
۲–۲۱ اکتبر ۲۰۰۹
۳–۱۴ ژانویه ۲۰۱۱

### فیلم
فیلم اوگی و سوسک‌ها (به انگلیسی: Oggy and the cockroaches The Movie), (در اصل Oggy et les Cafards, Le Film) در ۷ اوت ۲۰۱۳ در نمایشگاه‌ها اکران شد.

### اسپین آف
اوگی اوگی که بر روی نسخه بچه گربه اوگی تمرکز دارد، برای انتشار در ۲۰۲۰ برنامه‌ریزی شده است. همچنین این انیمیشن متحرک خواهد بود.

### بازی ویدئویی
یک بازی ویدیویی برای گیم بوی ادونس بر اساس نمایش تلویزیونی توسط Xilam برنامه‌ریزی شده و توسعه یافته بود اما لغو شد.

## پخش بین‌المللی
| کشور                | کانال‌ها                                                                          | تاریخ پخش                                                               | نام                                  |
| ------------------- | -------------------------------------------------------------------------------- | ----------------------------------------------------------------------- | ------------------------------------ |
| لیتوانی             | ال ان کی                                                                         | ?                                                                       | Ogis Ir Tarakonai                    |
| فرانسه              | France 3 Canal J Gulli Canal+ Canal+ Family France 3                             | ۶ سپتامبر ۱۹۹۹                                                          | Oggy Et Les Cafards                  |
| ایتالیا             | کی ۲ فریسبی                                                                      | ۱۷ سپتامبر ۲۰۰۰                                                         | Oggy e i Maledetti scarafaggi        |
| استرالیا            | کارتون نتورک (آسیای جنوبی)                                                       | ?                                                                       | Oggy And The Cockroaches             |
| لهستان              | تله تون +                                                                        | ۱۹۹۹                                                                    | Oggy i Karaluchy                     |
| هند                 | نیکلودئون هند کارتون نت‌ورک نیکلودئون سونیک                                       | ۲۰۰۹ (نیکلودئون هند) ۲۰۱۲ (کارتون نتورک) ۲۰۱۵ (فصل ۱) (نیکلودئون سونیک) | Oggy and the Cockroaches             |
| روسیه               | REN-TV, Sport, TV-3, Bibigon, Carousel, Nickelodeon                              | ۳۰ نوامبر ۲۰۰۰                                                          | Огги и тараканы (Oggi i Tarakany)    |
| اوکراین             | Novyi Kanal, NTN, PLUSPLUS                                                       | ?                                                                       | Оггі та кукарачі (Oggi ta Kukarachi) |
| آلمان               | کانال دیزنی، RTL                                                                 | ۱۴ اکتبر ۱۹۹۹                                                           | Оggy und die Kakerlaken              |
| هنگ کنگ             | کارتون نتورک آسیا                                                                | ?                                                                       | نامعلوم                              |
| کانادا              | YTV                                                                              | ?                                                                       | Oggy and the Cockroaches             |
| استرالیا            | ای بی سی ۳ کارتون نت‌ورک                                                          | ?                                                                       | Oggy and the Cockroaches             |
| فیلیپین             | کانال دیزنی آسیا                                                                 | ?                                                                       | نامعلوم                              |
| مالزی               | Astro AEC Astro Wah Lai Toi Astro Shuang Xing کارتون نتورک مالزی نیکلودئون مالزی | ?                                                                       | نامعلوم                              |
| اسلواکی             | مارکیز                                                                           | ?                                                                       | نامعلوم                              |
| ایالات متحده آمریکا | فاکس کیدز نیکلودئون                                                              | ?                                                                       | Oggy and the Cockroaches             |
| ویتنام              | کانال دیزنی (آسیا جنوبی)                                                         | ?                                                                       | نامعلوم                              |
| اسرائیل             | آرتوز هایلادیم                                                                   |                                                                         |                                      |